# 沙曼氏無鬚魮
沙曼氏無鬚魮（学名：Puntius sharmai）是輻鰭魚綱鯉形目鯉科無鬚魮屬的一個種，該物種分布於亞洲印度泰米爾納都，體長可達2.7公分，棲息在中底層水域。